# Bataille de Redon (10 novembre 1799)
Pour les articles homonymes, voir Bataille de Redon.
Chouannerie
Batailles
La bataille de Redon se déroule le 10 novembre 1799 lors de la chouannerie. Elle s'achève par la victoire des chouans, qui s'emparent de la ville de Redon.

## Prélude
En octobre 1799, les chouans de la légion de Redon et Muzillac, rattachés à l'Armée catholique et royale du Morbihan et commandés par Louis de Sol de Grisolles, lancent une série d'attaques contre les localités tenues par les forces républicaines. Ils commencent par prendre La Roche-Bernard le 26 octobre, puis ils se portent à Nozay le 27, à Bain le 29 et retournent à La Roche-Bernard le 2 novembre. Ils entrent ensuite sans combattre dans Muzillac le 4, puis dans Questembert le 5. De Sol renonce ensuite à attaquer Rochefort-en-Terre, qu'il estime trop bien défendue, et décide de marcher sur Redon,.
Le 7 novembre, le capitaine Gely, commandant à Redon, est informé que de nombreux effets militaires ont été débarqués à la suite d'un naufrage, puis déposés dans les magasins de Redon. Gely envoie alors un courrier au général Roulland à Rennes pour l'en informer, mais celui-ci est intercepté par les chouans. Malgré les précautions prises — la lettre a été cachée dans la cravate de l’ordonnance et un faux devait donner le change — le message est découvert. Les chouans savent ainsi que de nombreuses armes et munitions sont entreposées à Redon.
Le 9 novembre, les chouans sont signalés à Saint-Martin-sur-Oust, aux Fougerêts et à Glénac, au nord-ouest de la ville.

## Forces en présence
Redon ne dispose alors que de 40,, à 60 hommes de garnison, commandés par le capitaine Gely,.
Suite aux attaques des villes voisines, Redon est déclarée en état de siège : tous les effets militaires sont entreposés dans l'église et des patrouilles sont organisées. La ville est entourée de murailles médiévales, mais celles-ci sont en ruines et ne peuvent assurer une défense solide,. Les patriotes élèvent alors des retranchements à l'abbaye Saint-Sauveur, à la Maison commune et devant la tour. Quatre canons et trois pierriers y sont montés,. 
En face, l'armée royaliste de Louis de Sol de Grisolles est forte de 900 hommes selon l'estimation du capitaine Gely ou de 1 200, bien armés, parmi lesquels figurent 30 à 40 déserteurs de l'armée républicaine et 160 soldats d'élite. À Rennes, le général Taponier élève ce nombre jusqu'à 2 000 ou 3 000 dans son rapport au ministre de la guerre,.

## Déroulement
L'attaque débute le 10 novembre, vers 6 ou 7 heures du matin,,. Les chouans pénètrent dans Redon par le nord et par l'ouest. Des coups de fusil éclatent près du poste de la prison.
Surpris par la rapidité de l’attaque, les soldats républicains abandonnent les différents postes et se réfugient dans l'abbatiale Saint-Sauveur,. Réveillés par les tirs, des habitants tentent également de les y rejoindre, mais la plupart en sont empêchés par les chouans qui leur ordonnent de rentrer chez eux.
Cependant, dépourvus de canons, les chouans se retrouvent bloqués devant l'abbaye. Seules deux pièces de 4 livres sont déchargées d'un navire amarré dans le port mais elles sont d'un trop faible calibre pour entamer les bâtiments.
Le combat s'interrompt vers une heure de l'après-midi et, vers deux heures, les chouans adressent une sommation aux assiégés en leur demandant de remettre leurs armes contre la promesse d'être laissés libres de repartir avec leurs bagages,. Le capitaine Gély réunit dans l'église son conseil de guerre, qui repousse ces propositions,.
De Sol fait alors rassembler des fagots de bois, de la paille et du goudron, et menace d'incendier les maisons qui avoisinent le monastère,. Face à ces menaces, les républicains capitulent après deux nouvelles heures de résistance,,. Les défenseurs obtiennent de repartir libres avec armes et bagages, contre la promesse de ne plus porter les armes contre les royalistes,,.

## Pertes
Les pertes républicaines sont de cinq morts, dont trois au combat, et de cinq blessés, dont trois militaires et deux habitants volontaires,.
Selon François Cadic et Émile Sageret, les pertes des chouans sont d'un mort et quatre blessés, dont Martin de la Plazette, dit Dufresne, un des officiers de de Sol. Pour Monique Souben, les pertes des royalistes semblent être de quatre hommes tués et environ douze blessés.

## Conséquences
Avec la prise de Redon, les Chouans s'emparent de l'arsenal et du magasin établis dans l'abbaye Saint-Sauveur et dans l'église adjacente, qui contiennent 25 000[Quoi ?] de poudres, 1 200 paires de souliers, 300 capotes, 200 paires de bottes et beaucoup de selles. Les chouans désarment deux chasse-marée et dévastent les archives entreposées dans la maison de l’abbaye et trois bureaux de barrière de l’octroi. De nombreux paysans des environs courent également rejoindre les troupes de de Sol de Grisolles. La capitulation est respectée et les prisonniers républicains sont laissés libres. Ceux-ci se retirent de la ville vers 3 heures de l'après-midi et se portent sur Bain-de-Bretagne,.